# Limassol
Limassol (gr. Λεμεσός trl. Lemesós; tur. Limasol lub Leymosun) – największe miasto Cypru położone na południowym wybrzeżu wyspy nad Morzem Śródziemnym, u podnóża Gór Trodos. Stanowi ośrodek administracyjny dystryktu Limassol. W 2021 roku liczyło 108 105 mieszkańców, natomiast w całej aglomeracji 237 000 mieszkańców. Sąsiaduje z brytyjskim terytorium zamorskim i bazą Akrotiri.
Po roku 1974, kiedy północny Cypr zajęty został przez wojska tureckie, miasto uległo olbrzymim przeobrażeniom, stając się największym portem tranzytowym na Cyprze. Stało się ono znaczącym ośrodkiem turystycznym. O jego walorach zadecydowała długa tradycja kulturowa. Na jego terenie znajduje się kilka muzeów i stanowisk archeologicznych o europejskim znaczeniu.
W rankingu opublikowanym przez Globalization and World Cities Research Network 2020, Limassol został sklasyfikowany w III kategorii (gamma-) miast o znaczeniu globalnym. Miasto uplasowało się na 86 miejscu wśród miast świata w zakresie jakości życia w rankingu Mercer Quality of Living Survey 2019, plasując się 4 miejsca za Warszawą, tuż przed Tallinnem. Limassol został sklasyfikowany przez TripAdvisor na trzecim miejscu na świecie w kategorii planowanego celu na podróż.
Limassol założony został pomiędzy dwoma starożytnymi miastami Amathus i Kurion. Z tego powodu w okresie bizantyńskim znany był jako Neapolis („Nowe Miasto”). Sieć kurortów ciągnie się u wschodnich wybrzeży, aż do pobliskiego Amathous. Miasto nieustannie jest rozbudowywane wzdłuż wybrzeża, około 500 m rocznie, oraz w kierunku podnóży masywu Trodos.

## Historia
Przed naszą erą miasto praktycznie nie istniało. Na terenie, na którym dzisiaj wznosi się Limassol, zostały jednakże odnalezione starożytne groby, sięgające 2000 p.n.e. Kilka grobów pochodzi z VIII i IV w. p.n.e. Świadczy to o próbach kolonizacji, które jednak nie rozwinęły się w żadne większe skupiska ludności. Pisarze starożytni nie wspominają o założeniu miasta.

### Czasy Bizancjum
Według akt Soboru Chalcedońskiego z 451 w założeniu Limassolu obok biskupów miast Amathus oraz Arsinoe zaangażowany był biskup z Theodossiani o imieniu Sotir. Theodossiani uznawane jest za kolebkę Limassolu, które z czasem stało się znane jako Neapolis. Biskup Leontios z Neapolis był znanym pisarzem chrześcijańskim z VII wieku. Akta Drugiego Soboru Nicejskiego z 787 wymieniają go jako biskupa mającego swoją siedzibę biskupią w starożytnym Neapolis, a więc Limassolu. Miasto było znane jako Nemesos w X wieku. Konstantyn Porfirogeneta w jednym ze swoich dzieł wymienia miasto o tej nazwie.

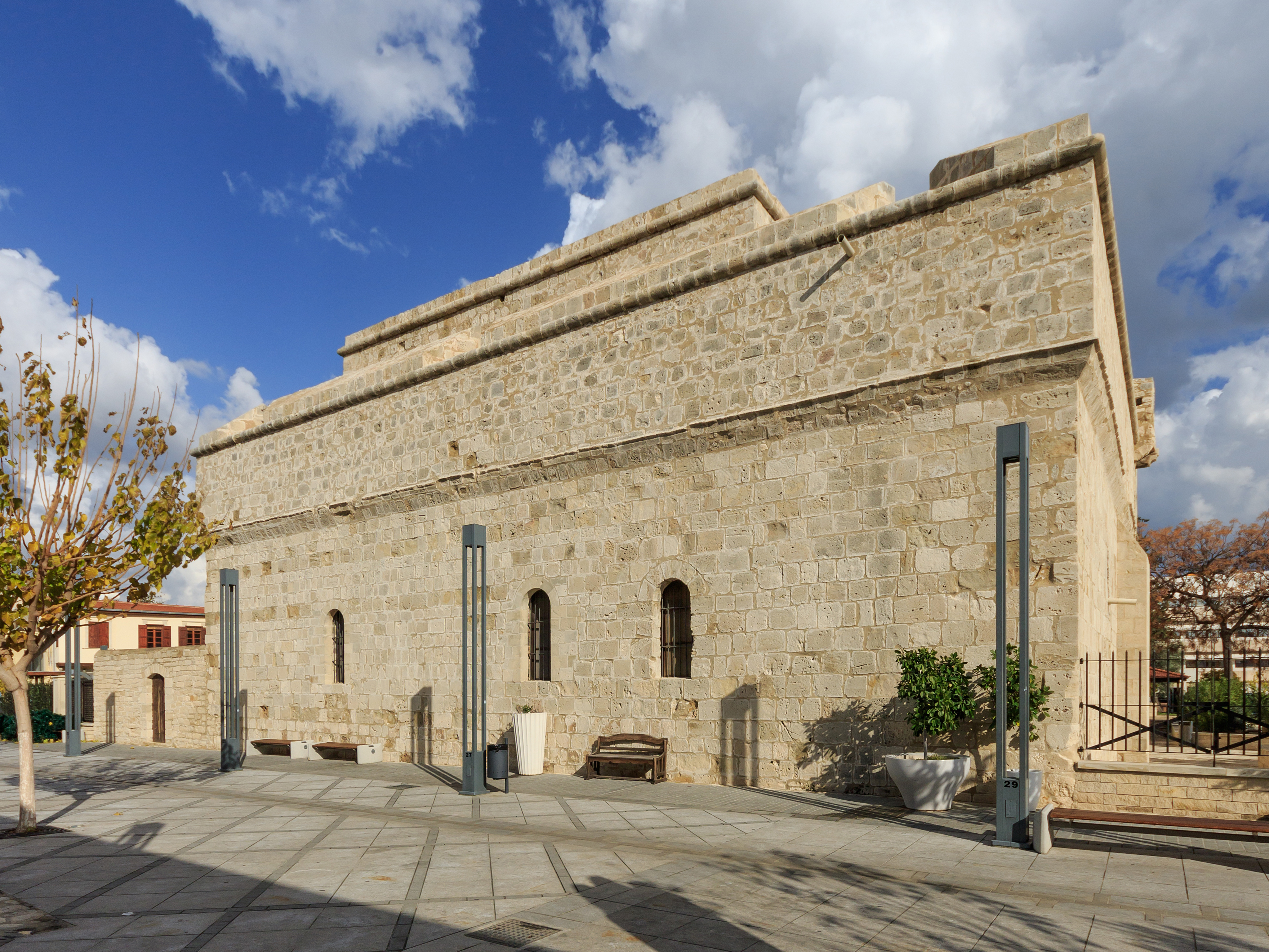
Zamek średniowieczny w Limassolu

### W dobie wypraw krzyżowych
Znanymi z historii są wydarzenia, które miały miejsce na Cyprze w 1191. Położyły one definitywny kres bizantyjskiej dominacji na wyspie. Król angielski, Ryszard Lwie Serce, podróżował z całą flotyllą w kierunku Ziemi Świętej. Na jednym ze statków płynęła jego narzeczona Berengaria oraz rodzona siostra Joanna, królowa Sycylii. Z powodu złej pogody statek z Berengarią miał zawinąć do portu w Limassolu. Władca wyspy Izaak Komnen, niechętny łacinnikom z zachodu, zaprosił szlachcianki do zejścia na brzeg, by później wyłudzić na Ryszardzie okup. Joanna i Berengaria nie zdecydowały się na zejście. W następstwie tego Komnen odmówił przysłania słodkiej wody. Gdy pojawił się statek Ryszarda, Izaak zaprosił go do odwiedzenia Limassolu. Król spotkał się z nieprzychylnym Cypryjczykiem i poprosił go o pomoc w uwalnianiu Ziemi Świętej z rąk muzułmanów. Chociaż Izaak początkowo obiecał przysłać pomoc, później jednak tego nie uczynił.
Ryszard ścigał Komnena i zwyciężył. Cypr dostał się w ręce Anglików. Król poślubił Berengarię na zamku w Limassolu, która tam również została koronowana. Wojska angielskie zburzyły Amathous, a jego mieszkańców przesiedlono do Limassolu.
Rok później wyspa została sprzedana rycerskiemu Zakonowi Ubogich Rycerzy Chrystusa i Świątyni Salomona, czyli Templariuszom. Zakonnicy ci trudnili się ochroną Bazyliki Bożego Grobu w Jerozolimie. Nowi panowie nałożyli olbrzymie podatki na mieszkańców wyspy, chcąc w ten sposób szybko odzyskać wyłożone za zakup pieniądze. Polityka ta doprowadziła do rewolty. Cypryjczycy zażądali od Ryszarda anulowania traktatów. Król przystał na ich petycję. Nowym właścicielem został Gwidon de Lusignan, Francuz i były król Jerozolimy. Od tej pory na Cyprze panowali przez blisko trzysta lat francuscy królowie z dynastii Lusignanów. W latach 1192–1489 istniało zatem na wyspie, założone przez krzyżowców, Królestwo Cypru. To średniowieczne państwo feudalne cieszyło się dobrobytem. Założonych zostało wiele biskupstw łacińskich. Sytuacja trwała aż do podboju wyspy przez Turków Osmańskich w 1570. W Limassolu stacjonowały wówczas wojska łacińskie.

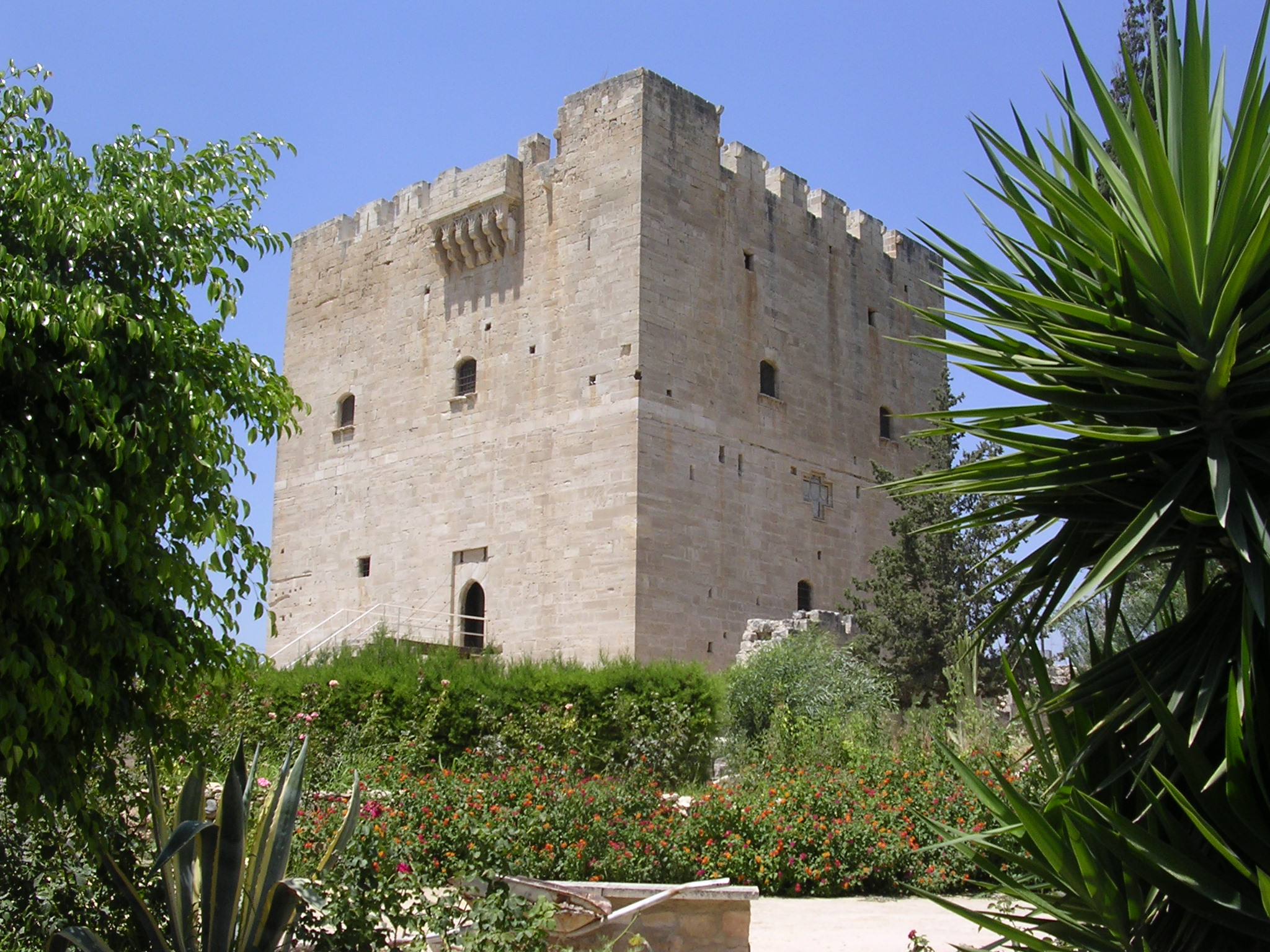
Zamek w Kolosi pod Limassolem

W XIII wieku na Cyprze, a szczególnie w Limassolu, osiedlali się kupcy, co przyczyniło się do wzrostu zamożności mieszkańców miasta. Istnienie portu wpłynęło na szybki rozwój gospodarczy.

### Próby dominacji niemieckiej
W roku 1228 król niemiecki Fryderyk II Hohenstauf, przynaglany przez templariuszy z Cypru, przybył do Limassolu. Wezwał do siebie Jana Ibelina, by omówić sprawy związane z wojną z muzułmanami. Jan stawił się na rozkaz. W radzie uczestniczyli również templariusze cypryjscy. Jan odmówił udziału w wojnie. Fryderyk przejął kontrolę nad Limassolem i innymi grodami. Wyznaczył również gubernatorów, ale ostatecznie opuścił wyspę. Wojska niemieckie zostały następnie pokonane w bitwie pod Agirtą w pobliżu Kyrenii na północy Cypru w 1229. Wojskami cypryjskimi dowodził Jan Ibelin.

### Próby dominacji egipskiej
Miasto Limassol było również świadkiem ataków Mameluków z Egiptu. W XV wieku tutejszy port stał się schronieniem dla piratów, którzy dominowali we wschodnim basenie Morza Śródziemnego. Panowie cypryjscy bogacili się, udzielając im gościny. W związku z tą sytuacją w 1424 władcy egipscy wysłali wojska, które zdobyły i podpaliły Limassol. Rok później Egipcjanie ponownie nadciągnęli i uderzyli z jeszcze większą siłą. Złupili Famagustę i Larnakę. W Limassolu zdobyli zamek, podpalili liczne budowle, po czym odpłynęli w kierunku Aleksandrii. Wojska mameluków najechały Limassol jeszcze raz w 1426. Wówczas dostał się do niewoli muzułmańskiej i został wywieziony do Kairu król Janus Cypryjski. W walkach przeciw mamelukom brali udział miejscowi Ormianie. Przegrana bitwa miała miejsce pod Chirokitią.

### Wenecjanie
W roku 1489 królowa cypryjska Katarzyna Cornaro sprzedała Cypr Republice Weneckiej. Nowych właścicieli interesowały tylko podatki i eksport dóbr naturalnych. Sami zburzyli zamek w Limassolu. Odwiedzający Cypr w okresie dominacji weneckiej opisywali opłakany stan miast na wyspie i biedę jej mieszkańców. Cypryjczycy traktowani byli jak niewolnicy. Płacili wysokie podatki od wszystkiego, co udało im się wyhodować lub wyprodukować (mąka, wino, oliwa, rogacizna).

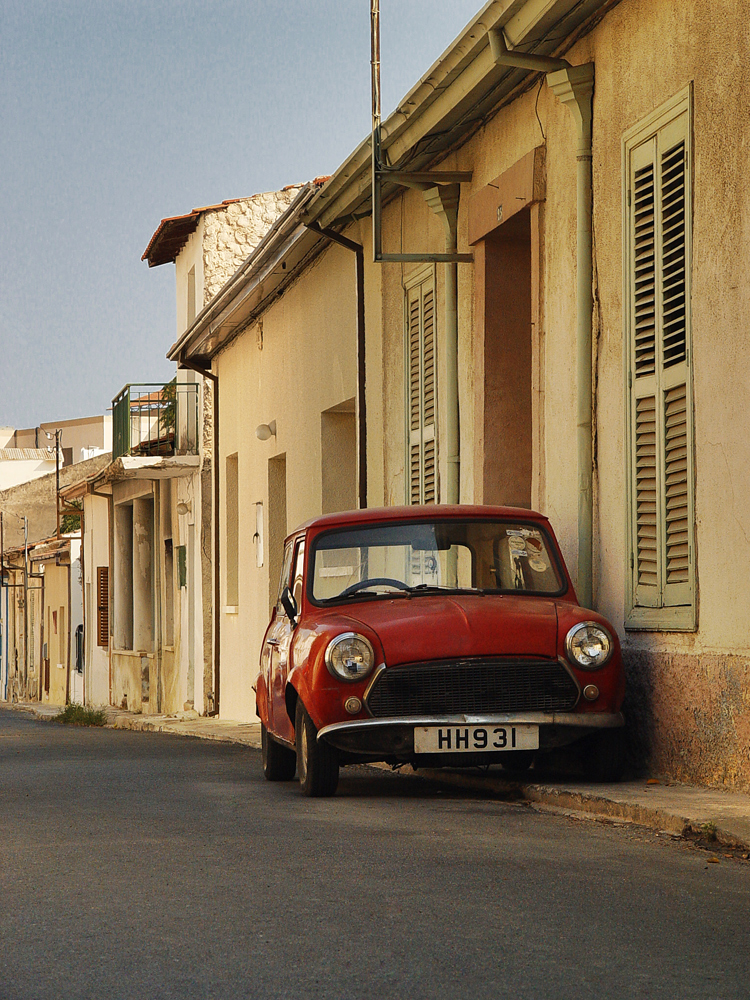
Limassol

### Dominacja turecka
Imperium osmańskie zdobywało Cypr w latach 1570–1571. Miasto Limassol zostało podbite w lipcu 1570 bez jakiegokolwiek oporu ze strony jego mieszkańców. Odwiedzający w tym czasie miasto opisywali je jako przeludnioną osadę. Limassolczycy żyli w tak niskich domach, że trzeba było się schylać, by w ogóle do nich wejść. Prawdopodobnie chciano się w ten sposób zabezpieczyć przed Turkami, którzy wjeżdżali do domów chrześcijańskich na koniach.
W okresie dominacji osmańskiej Grecy i Turcy żyli w oddzielnych dzielnicach. To Kościół jako instytucja narodowa odegrał największą rolę w edukacji ludności w latach 1754–1821. W latach tych powstawały liczne szkoły w mniejszych i większych osiedlach. Greccy nauczyciele uczyli helleńskiej historii, a także tureckiego i francuskiego. Następujące szkoły powstały w Limassolu u schyłku dominacji tureckiej:
- Szkoła grecka, powstała w 1819
- Pierwsza szkoła publiczna, powstała w 1841
- Szkoła żeńska, powstała w 1861

### Pod panowaniem brytyjskim

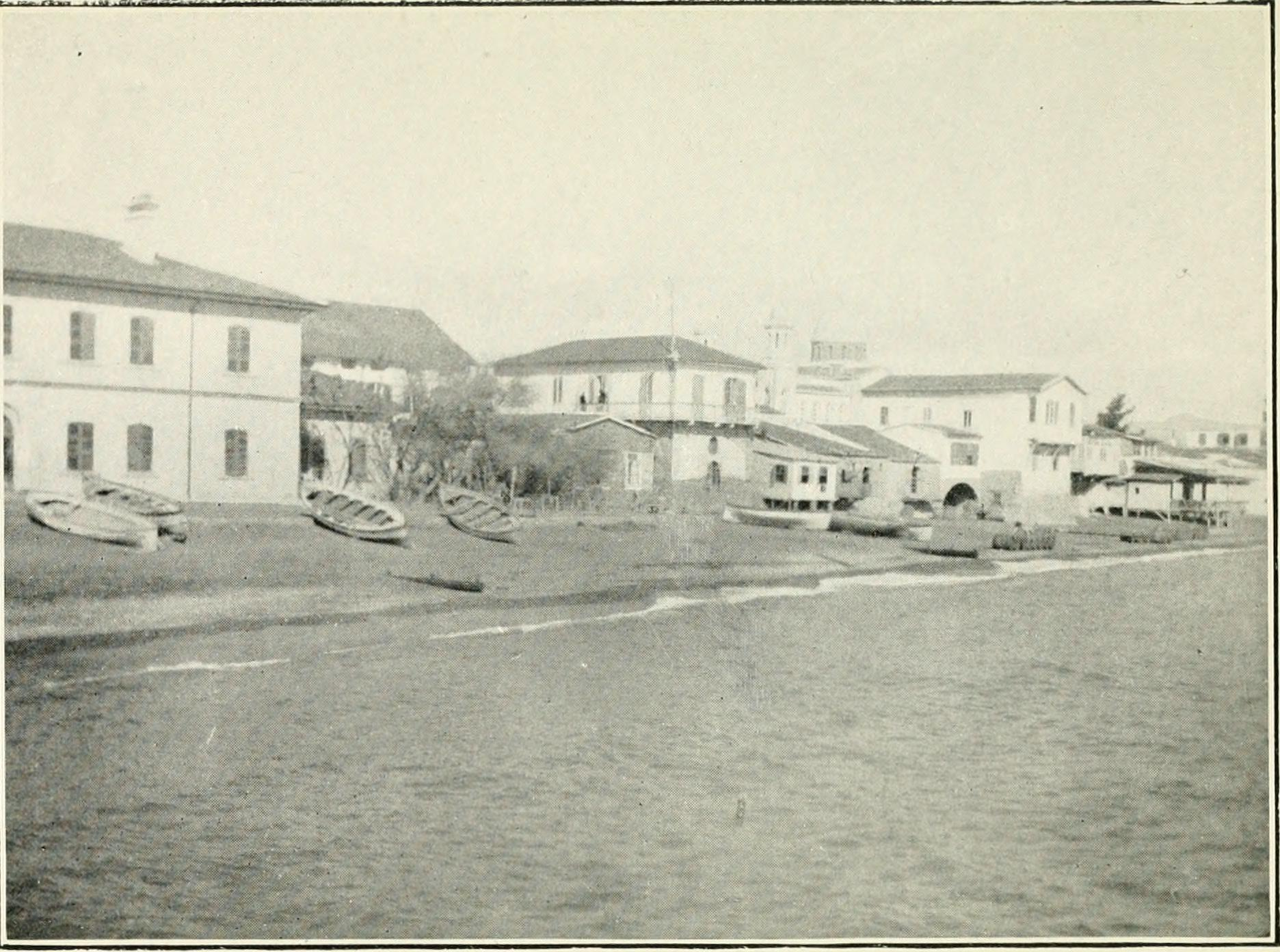
Limassol na początku XX wieku

Brytyjczycy zdobyli Cypr w 1878. Pierwszym angielskim gubernatorem wyspy został pułkownik Warren. Wykazał on szczególne zainteresowanie Limassolem, co przyczyniło się do rozkwitu miasta. Już w pierwszych dniach oczyszczono i naprawiono drogi, usunięto zwierzęta z centrum miasta oraz zasadzono drzewa. W 1880 ustawiono latarnie miejskie, które w 1912 zastąpione zostały elektrycznymi.
Brytyjczycy wybudowali urząd pocztowy z telegrafem oraz szpital. W 1880 zaczęła działać pierwsza drukarnia. To właśnie w tej drukarni wydano pierwsze numery gazet «Alithia» oraz «Anagennisis» w 1897. W tych latach zaczął się również ukazywać «Salpinx». Pod koniec XIX wieku powstały pierwsze hotele «Europe» i «Amathus».
Ulepszenia wprowadzane przez Brytyjczyków przyczyniły się do rozwoju intelektualnego i artystycznego miasta. Szkoły, teatry, kluby, galerie sztuki, kluby sportowe, przede wszystkim piłkarskie to zdobycze nowoczesnego miasta, które Limassol zawdzięcza Brytyjczykom. Cypryjczycy znajdowali w Limassolu pracę w przemyśle ceramicznym i przy produkcji wina. Z czasem rozbudowano port i zaczęto inwestować w turystykę. W 1928 założono pierwszą szkołę ormiańską miasta.

## Klimat
Limassol znajduje się w strefie klimatu subtropikalnego typu śródziemnomorskiego, z bardzo łagodnymi zimami i długimi ciepłymi, częściowo gorącymi latami. Średnia roczna temperatura wynosi ponad 25 °C w dzień i 15 °C w nocy.
Średnia temperatura dwóch miesięcy zimowych – stycznia i lutego wynosi wokół 17 °C w dzień i 8 °C w nocy. W tych miesiącach temperatury wynoszą zwykle od 14 do 23 °C w ciągu dnia, od 7 do 14 °C w nocy, a średnia temperatura morza wynosi 17–18 °C. Opady śniegu, jak i mróz nie występują. Średnia temperatura ośmiu miesięcy letnich, od kwietnia do listopada wynosi 28 °C w dzień i 18 °C w nocy. Marzec i grudzień pod względem temperatur i nasłonecznienia przypomina maj i wrzesień w Polsce. W dwóch najcieplejszych miesiącach roku – lipcu i sierpniu, temperatury wynoszą zwykle od 31 do 34 °C w ciągu dnia, około 23 °C w nocy, a średnia temperatura morza wynosi 26–27 °C. Czerwiec, lipiec, sierpień i wrzesień to cztery miesiące ze średnią temperaturą ≥30 °C w dzień i ≥20 °C w nocy. W okresie od maja do listopada średnia temperatura morza wynosi powyżej 20 °C. W Limassolu, jak i w pozostałych miejscowościach na wybrzeżu Cypru występują stosunkowo małe wahania temperatury, zarówno pomiędzy dniem a nocą oraz pomiędzy kolejnymi dniami.
Limassol ma 43 dni deszczowe rocznie przy opadach ≥1 mm lub 59 dni deszczowych rocznie przy opadach ≥0,2 mm, od bezdeszczowego okresu od czerwca do września do około 9 dni deszczowych w grudniu i styczniu. Występuje tu około 3400 godzin czystej słonecznej pogody rocznie, od około 190 h (blisko 6 godziny dziennie, prawie 6 razy więcej niż w Polsce) w grudniu do około 390 h (ponad 12 godzin czystego słońca na dobę) w lipcu.
| Miesiąc                                                                         | Sty  | Lut  | Mar  | Kwi  | Maj  | Cze  | Lip  | Sie  | Wrz  | Paź  | Lis  | Gru  | Roczna |
| ------------------------------------------------------------------------------- | ---- | ---- | ---- | ---- | ---- | ---- | ---- | ---- | ---- | ---- | ---- | ---- | ------ |
| Średnie temperatury w dzień [°C]                                                | 17.6 | 17.8 | 20.0 | 22.9 | 26.9 | 30.8 | 33.2 | 33.3 | 31.3 | 28.6 | 23.5 | 18.9 | 25,4   |
| Średnie dobowe temperatury [°C]                                                 | 13.2 | 13.2 | 15.2 | 18.0 | 21.8 | 25.5 | 27.8 | 28.0 | 26.0 | 23.2 | 18.5 | 14.5 | 20,4   |
| Średnie temperatury w nocy [°C]                                                 | 8.8  | 8.5  | 10.4 | 13.1 | 16.7 | 20.1 | 22.4 | 22.7 | 20.6 | 17.7 | 13.5 | 10.1 | 15,4   |
| Opady [mm]                                                                      | 86.7 | 66.9 | 35.8 | 18.4 | 5.1  | 1.4  | 0.0  | 0.0  | 2.9  | 13.1 | 77.5 | 99.7 | 407    |
| Średnia liczba dni z opadami                                                    | 12.0 | 9.7  | 7.9  | 5.6  | 2.1  | 0.4  | 0.0  | 0.0  | 0.4  | 3.2  | 7.1  | 10.8 | 59,1   |
| Średnie usłonecznienie [h]                                                      | 198  | 210  | 240  | 270  | 340  | 380  | 390  | 370  | 315  | 280  | 220  | 180  | 3400   |
| Źródło: Department of Meteorology of Cyprus (dni z opadami dla wartości 0,2 mm) |      |      |      |      |      |      |      |      |      |      |      |      |        |

| Sty  | Lut  | Mar  | Kwi  | Maj  | Cze  | Lip  | Sie  | Wrz  | Paź  | Lis  | Gru  | Rok  |
| ---- | ---- | ---- | ---- | ---- | ---- | ---- | ---- | ---- | ---- | ---- | ---- | ---- |
| 17,8 | 17,0 | 17,3 | 18,1 | 20,8 | 24,4 | 27,2 | 28,0 | 27,2 | 25,2 | 22,1 | 19,6 | 22,0 |

## Władze miasta
Pierwsze ugrupowania marksistowskie formowały się w Limassolu we wczesnych latach 20 XX wieku. W 1926 powstała w Limassolu Komunistyczna Partia Cypru. Jej następczyni Postępowa Partia Ludzi Pracy (gr. Ανορθωτικό Κόμμα Εργαζόμενου Λαού) zdominowała wybory do rady miejskiej, od czasu gdy w pierwszych wolnych wyborach w 1943 wygrał Ploutis Servas.
Obecnym burmistrzem Limassolu jest Andreas Christou z Postępowej Partii Ludzi Pracy. Został wybrany na to stanowisko w grudniu 2006; kadencja trwa pięć lat.

## Gospodarka

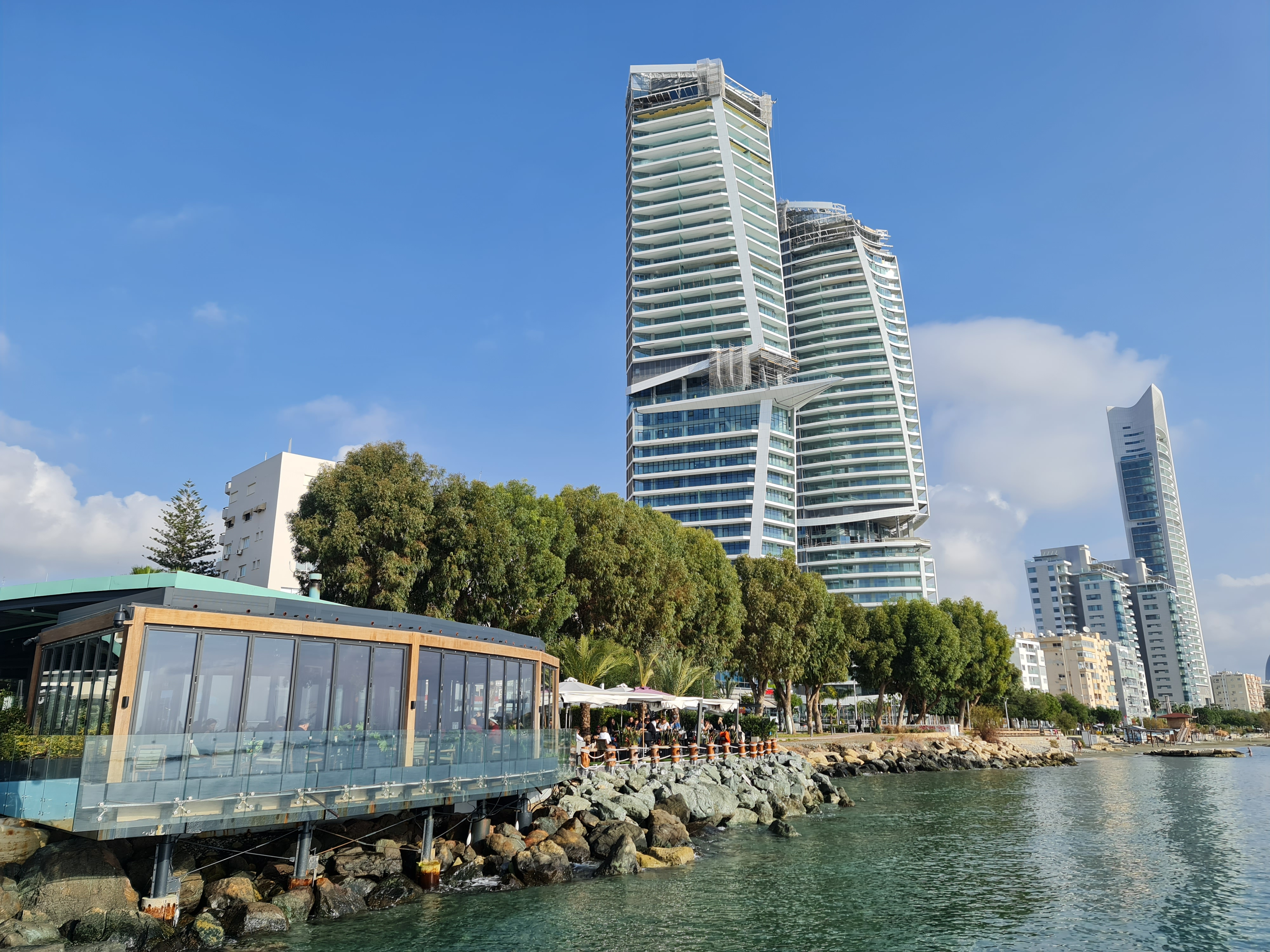
Wieżowce w Limassolu

Limassol stał się najważniejszym miastem portowym Cypru po inwazji tureckiej w 1974. Przed tym rokiem rolę tę spełniała Famagusta, która obecnie znajduje się w części okupowanej przez Turcję.
W mieście ma swoje siedziby wiele firm winiarskich, które obsługują winnice zlokalizowane na południowych stokach masywu Trodos. Jednym z najsławniejszych win produkowanych w tym regionie jest Commandaria. Prosperujące firmy winiarskie to KEO, LOEL, SODAP oraz ETKO. Wina i koniaki produkowane w Limassolu z winogron, które rosną w tej części Cypru są znakomitej jakości. Były nagradzane na międzynarodowych targach winiarskich. Wina te są konsumowane w dużej ilości przez samych Cypryjczyków, jak i przez przybywających tutaj turystów. Dużą ilość cypryjskiego wina eksportuje się do Europy.
Limassol jest największym centrum przemysłowym w prowincji. Znajduje się tutaj ponad 350 zakładów przemysłowych. Produkuje się tekstylia, meble, buty, napoje, produkty spożywcze, stal, sprzęt elektryczny i inne.

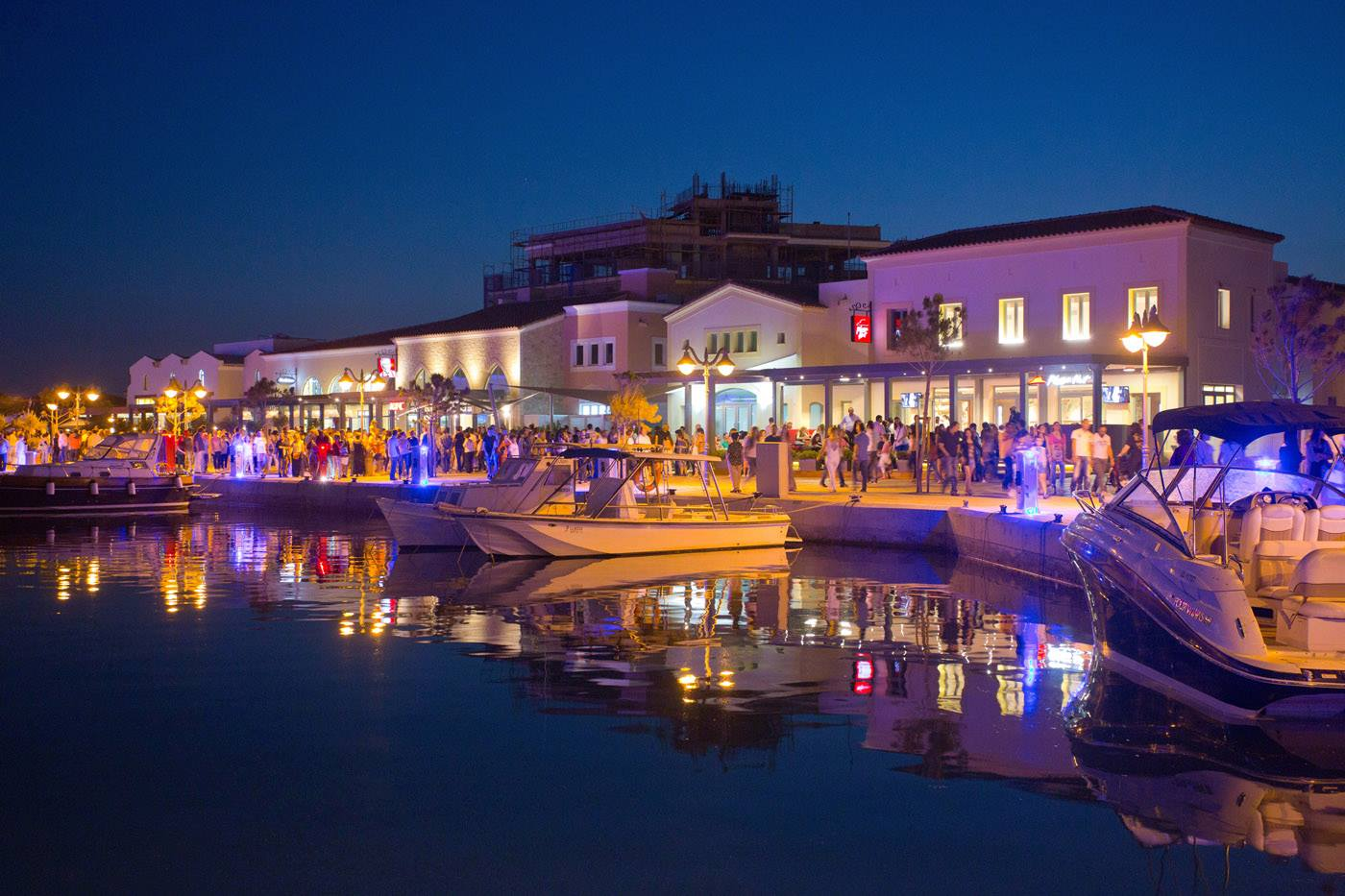
Marina

Miasto jest również ważnym centrum handlowym na wyspie. Ma na to wpływ obecność brytyjskiej bazy wojskowej w Episkopi i Akrotiri oraz nagły wzrost liczby ludności po inwazji tureckiej w 1974. Większość sklepów znajduje się w centrum Limassolu oraz wzdłuż wybrzeża, od starego portu w kierunku Amathus. W tej przeznaczonej dla turystów części miasta znajdują się hotele, restauracje, dyskoteki i miejsca związane z czynnym wypoczynkiem.
W Limassolu znajdują się dwa porty, popularnie nazywane „starym” i „nowym portem”. Nowy port jest największym w wolnej części wyspy. To tutaj skupia się większość cypryjskiego przeładunku. Falochron starego portu ma długość 250 metrów i może przyjąć jednocześnie trzy małe statki. Zwykle używany jest przez rybaków. Długość falochronu nowego portu to 1300 metrów. Może w nim być przyjętych jednocześnie dziesięć statków, w zależności od ich długości. Z Cypru eksportuje się głównie winogrona, wina, chleb świętojański, cytrusy. Na wyspę importowane są produkty zbożowe, samochody, maszyny, ubrania, lekarstwa, nawozy i żelazo.
Również walory turystyczne Limassolu zostały docenione po inwazji tureckiej w 1974. Wcześniej ważnymi centrami turystycznymi były Famagusta i Kyrenia. W Limassolu znajduje się kilka wspaniałych plaż, bogatych w piasek i dogodnych dla chcących zażyć kąpieli słonecznych lub wykąpać się w morzu. Plażą w okolicy «Dasoudi» opiekuje się «Cyprus Tourism Organisation» (pl. Cypryjska Organizacja Turystyczna – CTO).
W rankingu opublikowanym przez Globalization and World Cities Research Network 2020, Limassol został sklasyfikowany w III kategorii (gamma-) miast o znaczeniu globalnym. Miasto uplasowało się na 86 miejscu wśród miast świata w zakresie jakości życia w rankingu Mercer Quality of Living Survey 2019, plasując się 4 miejsca za Warszawą, oraz o 3 miejsca wyprzedzając Ateny i o 14 miejsc Wrocław. Limassol został sklasyfikowany przez TripAdvisor na trzecim miejscu na świecie w kategorii planowanego celu na podróż.
W mieście funkcjonuje państwowa Politechnika Cypryjska oraz kampusy dwóch prywatnych uniwersytetów: Frederick University i University of Nicosia.

## Transport

### Transport drogowy
Transport publiczny jest obsługiwany głównie przez autobusy. Limassol jest połączony z innymi miastami na Cyprze autobusami międzymiastowymi.
Miasto jest ważnym węzłem drogowym na Cyprze. Miasto przecinają autostrady:
- A1(inne języki) na północ, do Nikozji
- A5 na wschód, do Larnaki
- A6(inne języki) na zachód, do Paphos

Ponadto, istnieje tu również B8 łącząca miasto z górami Trodos w środkowej części Cypru.

### Transport lotniczy
Miasto jest obsługiwane przez dwa międzynarodowe lotniska: 
- położony 45 km na wschód port lotniczy Larnaka, który w 2019 roku obsłużył ponad 8,2 mln pasażerów[17]
- położony 50 km na zachód port lotniczy Pafos, który w 2019 roku obsłużył ponad 3 mln pasażerów[17].

### Transport morski
Port Limassol jest głównym portem morskim na Cyprze. Jest portem towarowym, pasażerskim oraz wojennym. W 2010 roku Port Limassol obsłużył 3,69 milionów ton ładunku i 380 278 pasażerów.

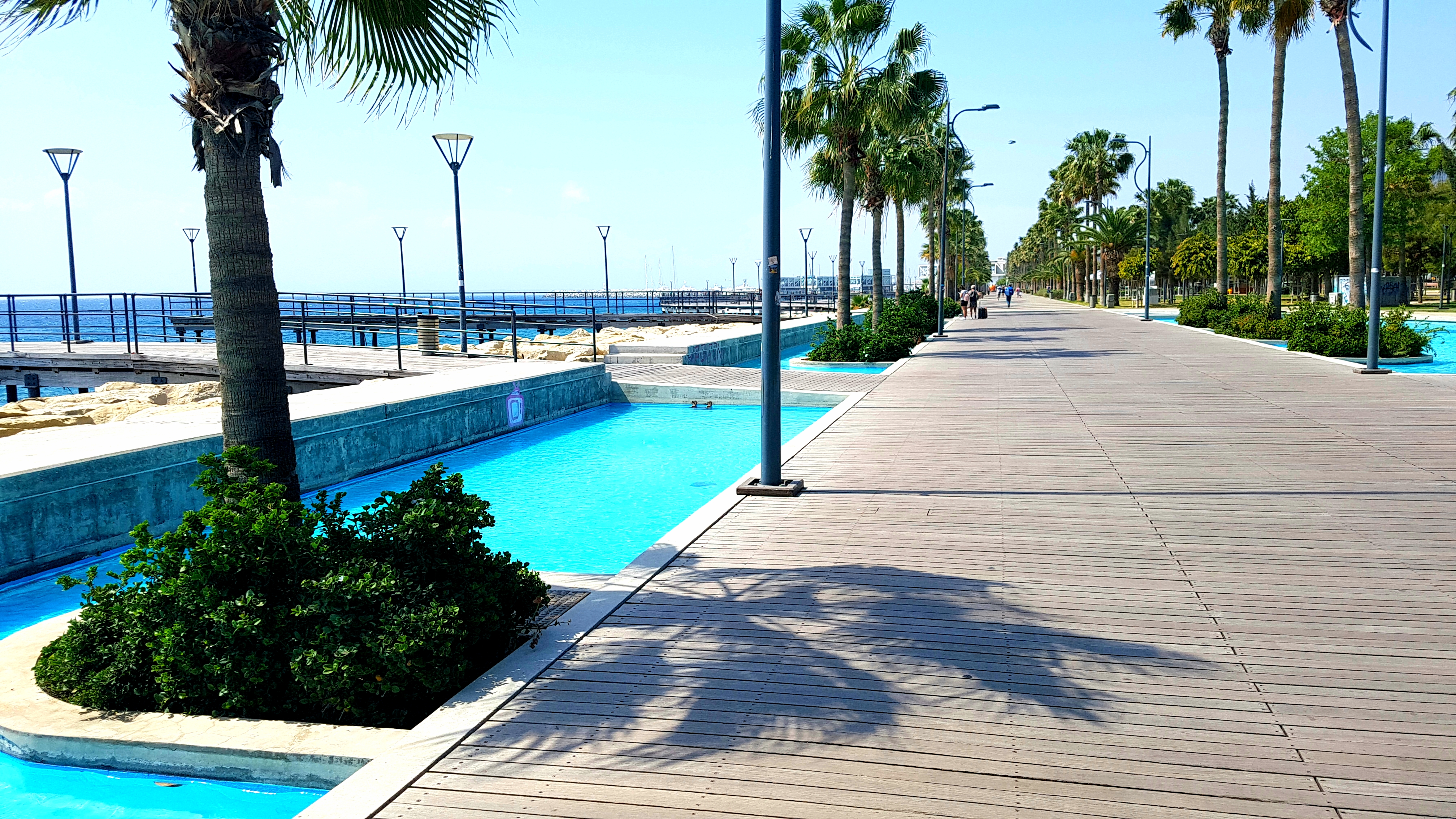
Promenada wzdłuż wybrzeża
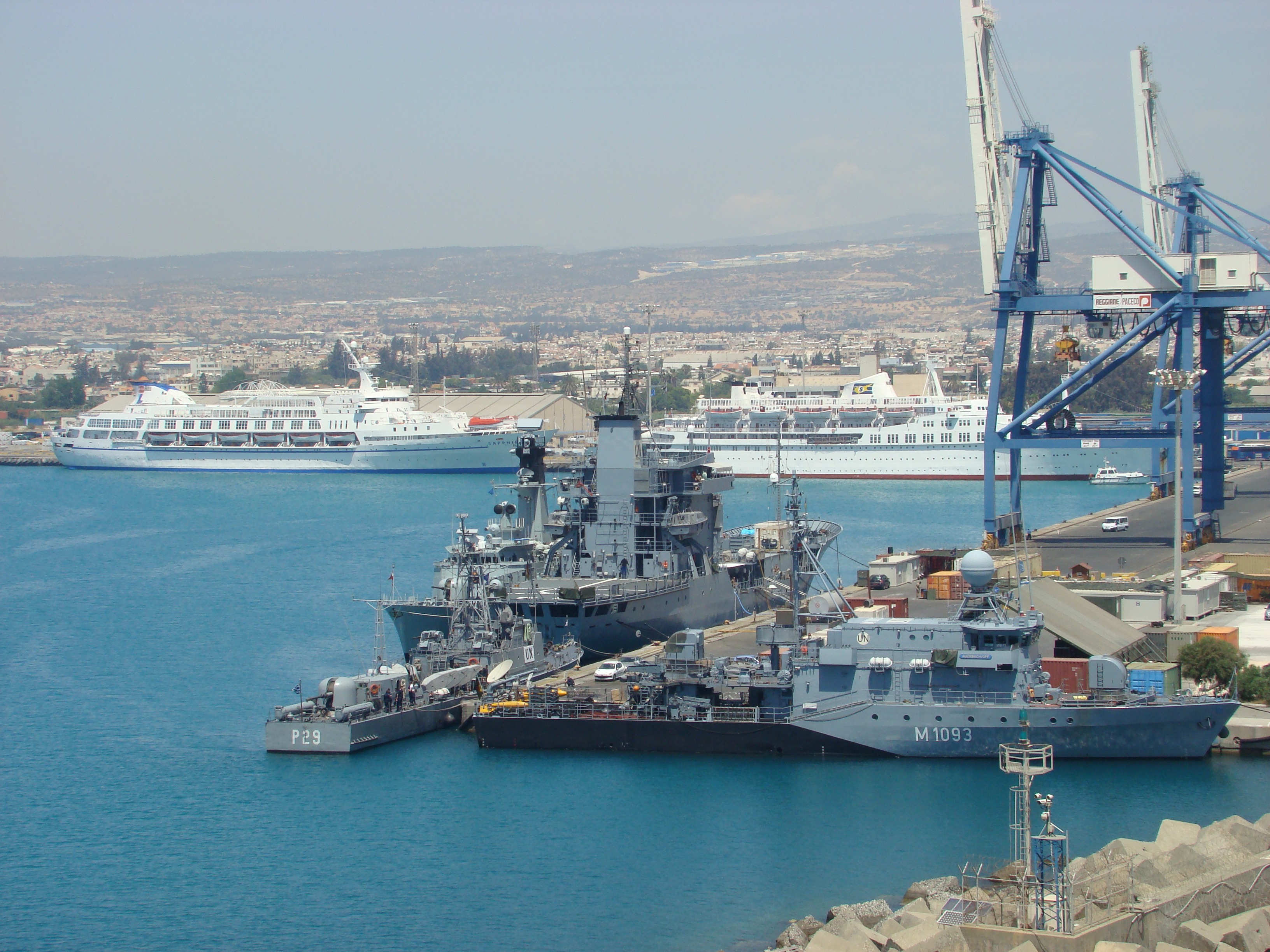
Port morski
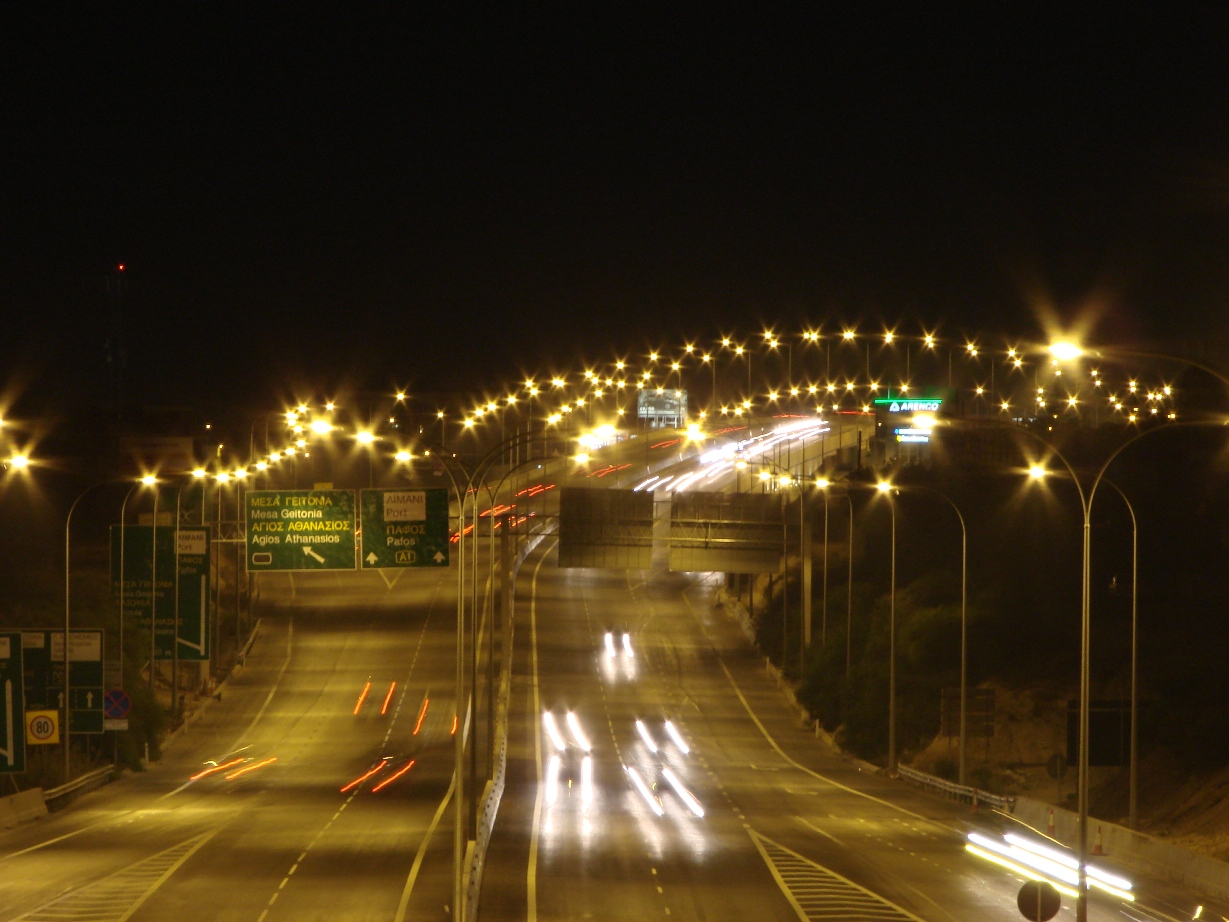
Autostrada A1

## Demografia
Wewnętrzna emigracja od lat 60 XX wieku oraz napływ ludności po 1974 znacząco wpłynęły na wzrost liczby ludności w Limassolu i jego okolicy. Na Limassol składają się dzisiaj następujące gminy: Limassol, Agia Fyla, Polemidhia, Mesa Geitonia, Agios Athanasios oraz Germasogeia.

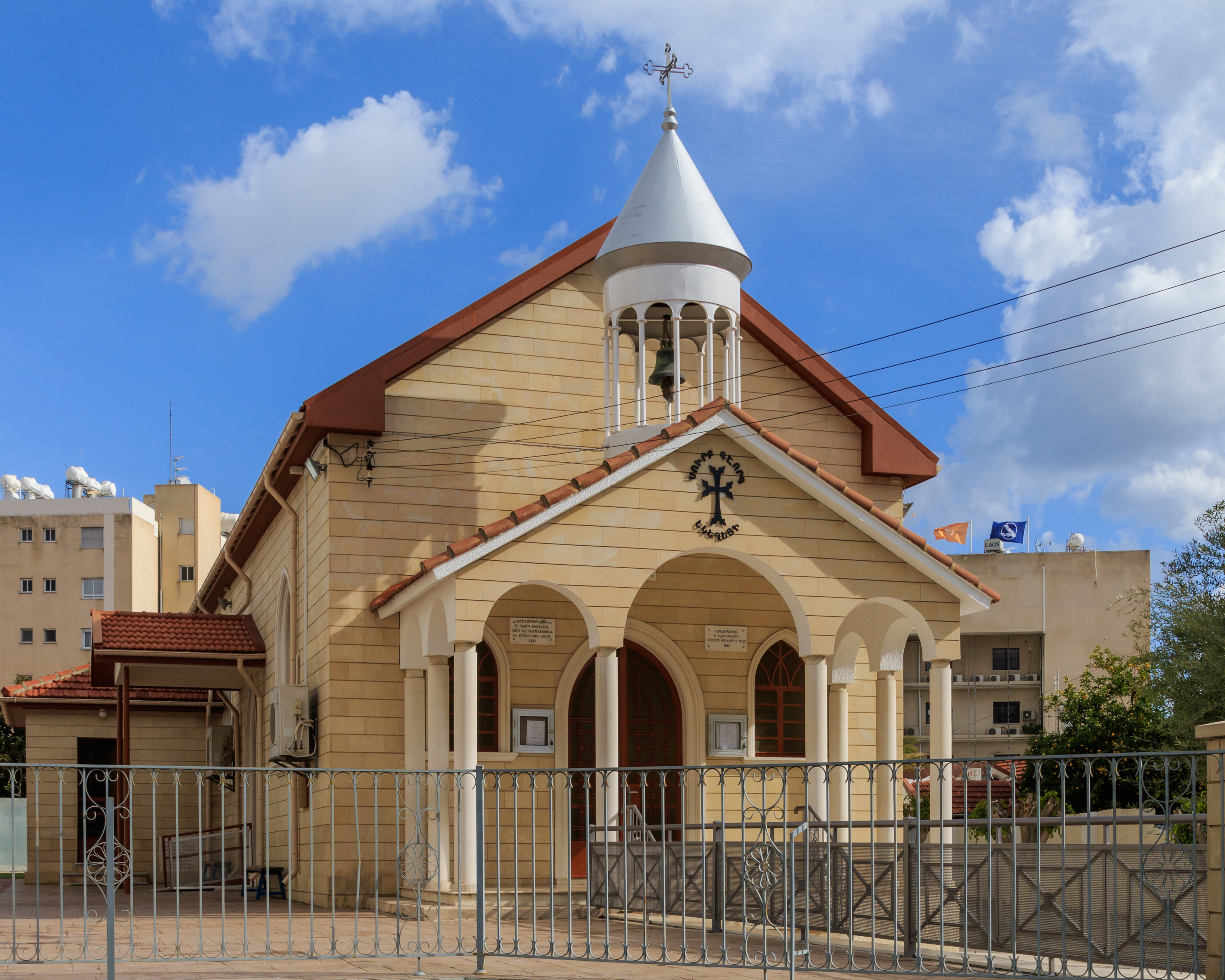
Kościół ormiański pw. św. Jerzego

Miasto w minionych wiekach posiadało ludność mieszaną, składającą się z Greków, Turków i Ormian cypryjskich. Większość cypryjskich Turków wyemigrowała na północ w 1974. Wtedy wielu Greków z północy wyspy przybyło i osiedliło się w Limassolu. Miasto jest trzecim największym skupiskiem Ormian na Cyprze, którzy posiadają tu własny kościół pw. św. Jerzego, szkołę Nareg oraz cmentarz. W latach 90 XX w. znaczna liczba cypryjskich Romów, którzy zgodnie z konstytucją uważani są za cypryjskich Turków, wróciła z północy i osiedliła się w tureckiej dzielnicy Limassolu. W Limassolu jest również niewielka społeczność żydowska, ma synagogę.
Liczba narodzin wzrosła w latach 1878–1960 o 70%. W 1881 Limassol zamieszkiwało 6131 osób. W 1960 liczba ta wynosiła już 43.593. W mieście żyło wówczas w przybliżeniu 37 478 Greków oraz 6115 Turków. W 2005 w Limassolu mieszkało 94 250.

## Zabytki

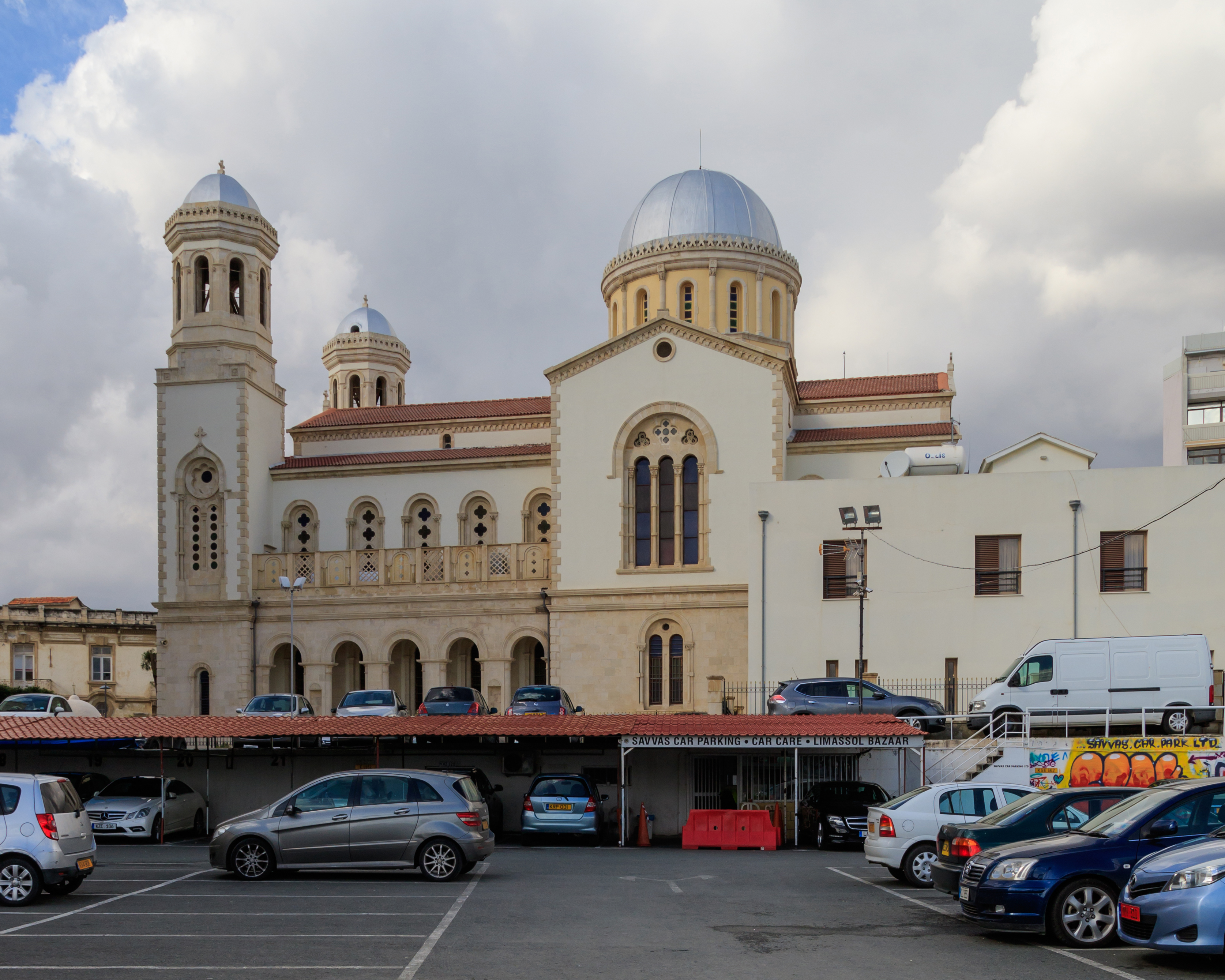
Katedra prawosławna Agia Napa

- Zamek w Limassolu, średniowieczny zamek w którym obecnie mieści się Muzeum Średniowiecznego Cypru
- Zamek w Kolosi z 1454 roku
- Kurion, kompleks archeologiczny ze starożytnymi obiektami
- Amathus, kompleks archeologiczny ze starożytnymi obiektami
- Kościół św. Katarzyny w Limassolu, kościół katolicki z 1879 roku
- Katedra prawosławna Agia Napa
- Meczet Cami Kabir
- Meczet Cami Jedid

## Atrakcje
- Wytwórnie win
- Muzeum Sztuki Ludowej
- Ogrody miejskie

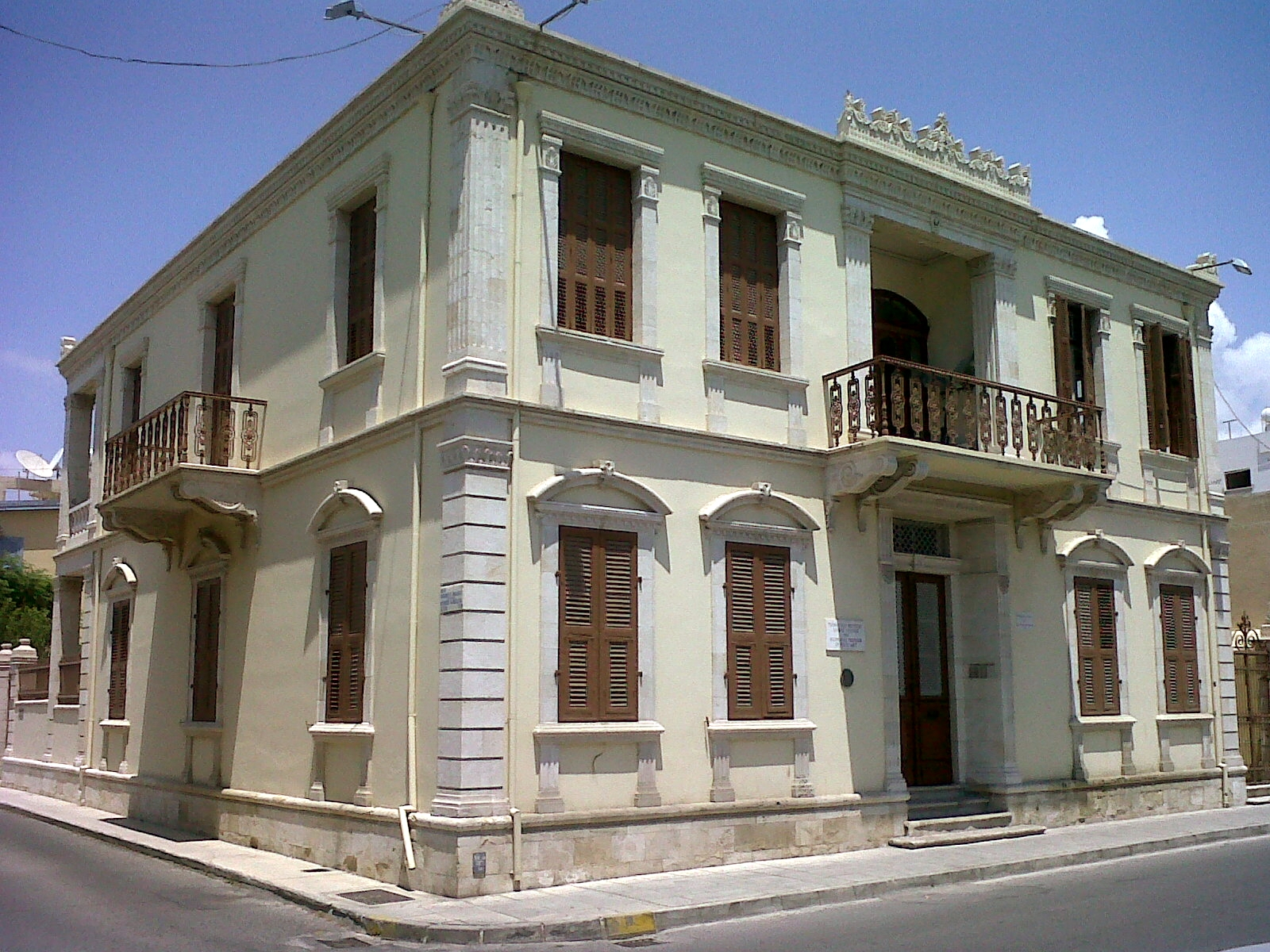
Muzeum Sztuki Ludowej

- Ogród Zoologiczny w Limassolu (Limassol Zoo)[20][21]
- Muzeum archeologiczne w Limassolu[22]
- Festiwal wina połączony z darmową degustacją win (odbywa się corocznie na przełomie sierpnia i września)

## Sport
- kluby sportowe:
  - AEL Limassol – klub piłkarski

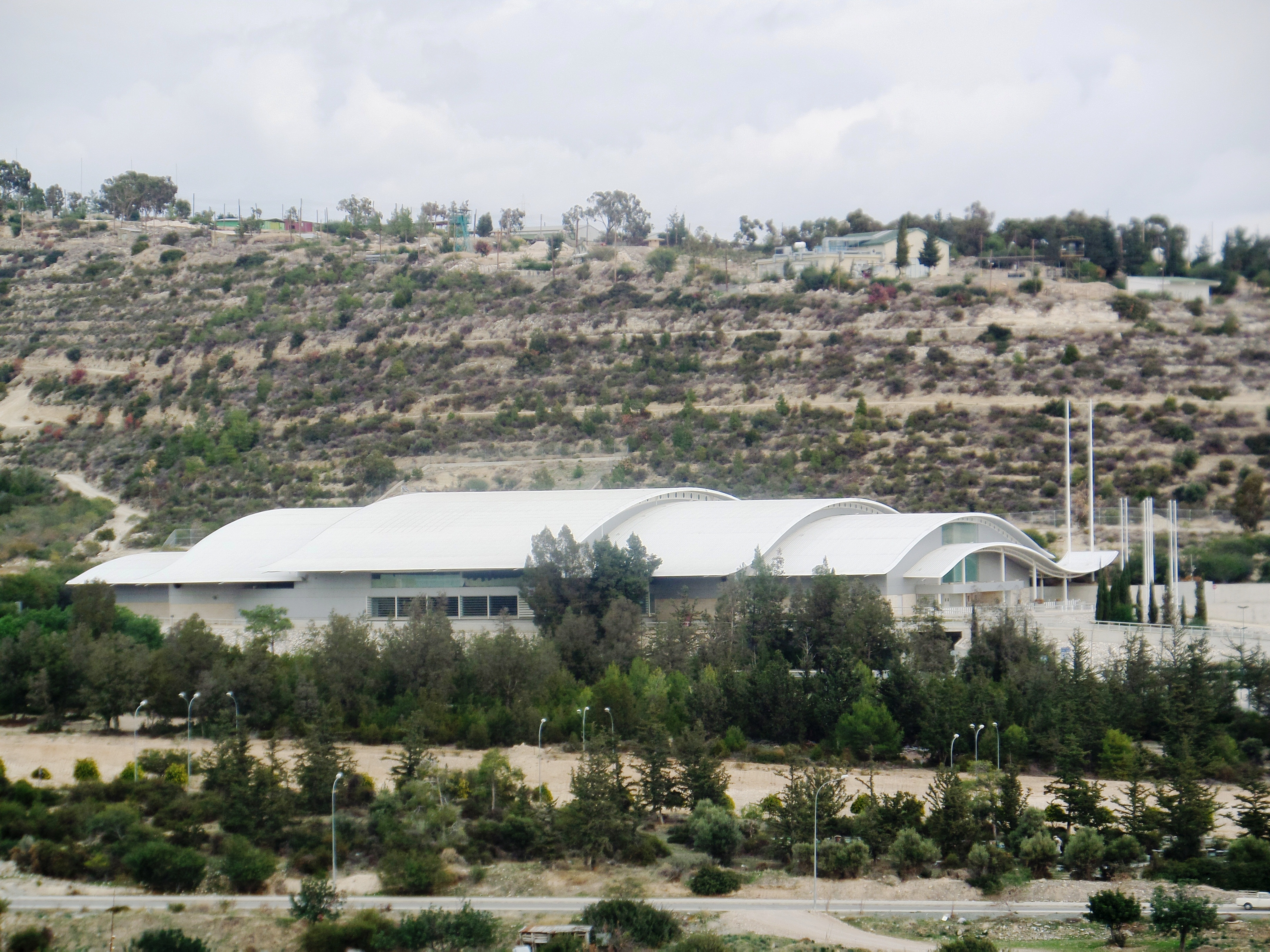
Hala Spyros Kyprianou Athletic Centre

  - Apollon Limassol – klub piłkarski
  - Aris Limassol – klub piłkarski
- stadiony:
  - Stadion Tsirio, o pojemności 13 331 widzów
- hale sportowe:
  - Spyros Kyprianou Athletic Centre, o pojemności 6255 miejsc siedzących
  - Themistokleio Sports Center, o pojemności 3500 miejsc siedzących
  - Nicos Solomonides, o pojemności 2500 miejsc siedzących

## Miasta partnerskie
Limassol współpracuje z 11 miastami partnerskimi:
- Aleksandria
- Hajfa
- Heraklion
- Janina
- Marsylia
- Nankin
- Niederkassel
- Patras
- Rodos
- Saloniki
- Zakintos